# Красноярский трамвай
Красноярский трамва́й — система трамвайного движения в Красноярске. Открытие состоялось 29 апреля 1958 года. На январь 2025 года в городе действуют 5 маршрутов, которые обслуживаются единственным депо. Длина путей на 2008 год составляет 28,5 км.

## История
Осенью 1935 года начали движение четыре трамвайных вагона по маршруту «заводоуправление Красмаша» — «Затон». Вагоны перемещались паровозом. Трамвайное движение было запущено по инициативе директора Красмашстроя Александра Петровича Субботина.
Строительство современных трамвайных и троллейбусных линий началось в Красноярске 16 июня 1956 года. 
 29 апреля 1958 года в г. Красноярске было организовано трамвайное управление и депо, открыто трамвайное движение по проспекту им. газеты «Красноярский рабочий» (маршрут: «Предмостная площадь» — «КрасТЭЦ»), на линию выходило 19 вагонов, из них десять МТВ-82 и 9 КТМ-1/КТП-1. Протяжённость первой линии составила 9,5 км. В Красноярске эксплуатировались вагоны КТМ-1/КТП-1, а также вагоны БФ и КМ, эвакуированные из Москвы во время Великой Отечественной войны.
17 октября 1961 году открыто трамвайное движение по Коммунальному мосту через Енисей. Правобережье города было связано с левобережьем трамвайной линией протяжённостью 3,25 км.
После открытия Коммунального моста в районе театра оперы и балета была организована трамвайная станция.
В 1963 году была достроена вторая очередь трамвайного депо по ул. Вавилова д. 2. В этом же году построена и введена в эксплуатацию трамвайная линия Предмостная пл. — ХМЗ по ул. Матросова длиною 1,6 км.
В 1966 году построена и введена в эксплуатацию трамвайная линия пр. им. газеты «Красноярский рабочий» — завод «Сибэлектросталь» по ул. Мичурина протяжённостью 1,9 км.
В 1967 году открыто трамвайное депо № 2 по ул. 60 лет Октября вместимостью 150 вагонов, которое является действующим по настоящее время. Построено разворотное трамвайное кольцо у ХМЗ. Также открыта трамвайная линия «КрасТЭЦ — Шинный завод» длиною 1,8 км.
В 1971 году построена и введена в эксплуатацию трамвайная линия «ул. Мичурина — Трамвайное депо № 2» по ул. 60 лет Октября, ул. Щорса протяжённостью 5,4 км.
В 1973 году построены трамвайные пути для отстоя вагонов по ул. Корнетова длиною 0,2 км.
В 1975 году реконструировано трамвайное кольцо «КрасТЭЦ», общая протяжённость путей которого составила 1,08 км.
В 1978 году построена и введена в эксплуатацию трамвайная линия «КрасТЭЦ — Химкомбинат Енисей» длиною 1,6 км.
В 1983 году построена и введена в эксплуатацию трамвайная линия «ул. Мичурина — пос. Энергетиков» протяжённостью 7,4 км. Также построено кольцо «пер. Физкультурников», общая протяжённость путей которого составила 0,22 км.
В 1986 году открыто трамвайное движение через только что открытый  Октябрьский мост от пр. им. газеты «Красноярский рабочий» до Октябрьской пл. 
В 1994 году было прекращено движение трамваев по Коммунальному мосту от театра оперы и балета, маршруты были видоизменены и сокращены до Предмостной площади.
В 1997 году прекращено движение на участке «КрасТЭЦ — Шинный завод», маршруты 4 и 7 видоизменены и сокращены до КрасТЭЦ, пути демонтированы.
В 2000 году открыт новый участок трамвайной линии от Октябрской пл. до рынка Советского района с разворотным кольцом.
В 2004 году было прекращено движение трамваев по Октябрьскому мосту от рынка Советского района; в 2009 году произведён демонтаж путей и уложен асфальт.
В 2006 году закрыто движение на участке «КрасТЭЦ — Посёлок Технический» (маршрут № 2 сокращён до КрасТЭЦ), ветка закатана в грязь и заросла травой, на конечной «пос. Технический» оборваны контактные сети, в 2010-м году линия была окончательно разобрана.
В 2009 году силами коллектива трамвайного депо за счёт собственных средств было проведено два капитально-восстановительных ремонта трамваям № 229 и № 231,на данных трамваях обычная система управления РКСУ была заменена ТрСУ производства фирмы «АрсТерм», также изменился внешний и внутренний облик вагонов. В трамваях появилась новая линия освещения, красивые, антивандальные, удобные сиденья, также кардинально изменилась система отопления, теперь в салонах стоят мощные калориферы. В этом же году в честь дня города был приобретён ЛМ-2008 — 1 шт.
После списания КТМ-8 (71-608К) на их рамы (номера вагонов 241, 243—251) была сделана подмена — поставлены вагоны 71-605. В 2010 году из эксплуатации были выведены трамвайные вагоны ЛВС-97К (001, 002).
В 2013-2014 годах была проведена реконструкция трамвайных путей на пр. Красноярский рабочий (от д. 106 до д. 94), на Московской ул. (от ул. Мичурина до Короткого пер.) и на Короткий пер., на Московской ул. (от ул. Мичурина до Коломенской ул.) и на Коломенской ул.
С 25 мая 2015 года закрыт маршрут № 2, в связи с низким пассажиропотоком и нерентабельностью. С 1 июня того же года маршруты № 4 и 7 изменены на прежние кольцевые схемы движения.
2 июня 2018 года в рамках эксперимента был запущен кольцевой трамвайный маршрут №8 (Трамвайное депо — ул. 60 лет Октября — ул. Щорса — ул. Мичурина — ул. Коломенская — пр-кт им. газеты "Красноярский рабочий" — Предмостная площадь — ул. Матросова — Трамвайное депо). Но уже 11 ноября в связи с низким пассажиропотоком данный маршрут закрылся.
С 1 января 2019 года трамваи начали ездить без кондукторов. Оплата производилась во время остановок у водителя. Изменение сделано из-за нехватки кондукторов, чтобы не снижать число трамваев на линии. В дальнейшем кондукторы были возвращены.

В апреле 2022 года краевые власти сообщили о планах привлечь 23,1 млрд рублей инвестиций в трамвайную систему города. Планируется построить новую линию по Октябрьскому мосту до жилого района Солнечный на левом берегу длиною 30 км, провести реконструкцию существующих путей, тяговых подстанций и депо, а также закупить 32 трёхсекционных и 44 односекционных трамваев 
6 сентября 2021 года МП «Гортранс» объявил закупку 25 новых трамваев 71-911ЕМ «Львёнок». Это крупнейшее обновление подвижного состава со времён СССР.
С 1 февраля 2022 года стоимость проезда в трамвае увеличилась до 28 рублей при наличном расчёте и безналичной оплате.  
С 1 марта 2023 года стоимость проезда составила 32 рубля.
В 2023 году компания «Мовиста Регионы Красноярск» получила концессию на развитие и модернизацию трамвайной сети Красноярска. В рамках соглашения предполагалось вложить около 23 млрд рублей в реконструкцию 16 км существующих путей, строительство 30 км новых линий, обновление трамвайного депо и закупку 50 современных низкопольных трамваев. Однако проект столкнулся с серьёзными проблемами финансирования и организационными трудностями. Компания не выполнила свои обязательства, в том числе несвоевременно предоставила необходимые документы для финансирования, что привело к конфликту с мэрией Красноярска.
В мае 2024 года администрация города подала иск в арбитражный суд о расторжении концессионного соглашения.
По совместному решению «Мовисты» и мэрии концессию решили расторгнуть, поскольку проект так и не был реализован: работы по модернизации и строительству новых линий не начались, а часть путей пришлось ремонтировать силами города. Сейчас вопрос перешёл в судебную плоскость, и «Мовиста» требует компенсации убытков в размере около 250 млн рублей.
С 1 июля 2024 года, вместе с тарифами на проезд в троллейбусах и электробусах, стоимость поездки на трамвае выросла до 40 рублей.

## Маршрутная сеть

### Действующие маршруты
По состоянию на январь 2025 года в Красноярске действует 5 трамвайных маршрутов https://mu-kgt.ru/.
- № 2. Посёлок Энергетиков — КрасТЭЦ (закрыт 25 мая 2015 г., вновь открыт 01 января 2025 г.)

Путь следования: ул. Говорова — Волжская ул. — ул. Мичурина — Московская ул. — Коломенская ул. — пр. им. газеты «Красноярский рабочий». 
- № 4. КрасТЭЦ - Предмостная площадь - Первомайский посёлок - КрасТЭЦ  (кольцевой)

Путь следования: проспект имени газеты "Красноярский рабочий" – Предмостная площадь – улица Матросова – улица 60 лет Октября – улица Щорса – улица Мичурина – Московская улица – Коломенская улица – проспект имени газеты "Красноярский рабочий" (интервал движения в рабочие дни 7-14 мин., в выходные дни 11-20 мин.)
- № 5. Посёлок Энергетиков - Первомайский посёлок - Предмостная площадь - Посёлок Энергетиков  (кольцевой)

Путь следования: улица Говорова - Волжская улица - улица Мичурина - улица Щорса - улица 60 лет Октября - улица Александра Матросова - Предмостная площадь - проспект им. газеты Красноярский Рабочий - Короткий переулок - Московская улица - улица Мичурина - Волжская улица - улица Говорова (интервал движения в рабочие дни 9-21 мин., в выходные дни 12—39 мин.)
- № 6. Посёлок Энергетиков - Предмостная площадь - посёлок Первомайский - Посёлок Энергетиков (кольцевой)

Путь следования: улица Говорова - Волжская улица - улица Мичурина - Московская улица - Коломенская улица - проспект им. газеты Красноярский Рабочий - Предмостная площадь - улица Александра Матросова - улица 60 лет Октября - улица Щорса - улица Мичурина - Волжская улица - улица Говорова (интервал движения в рабочие дни 8-25 мин., в выходные дни 15-30 мин.)
- № 7. КрасТЭЦ - посёлок Первомайский - Предмостная площадь - КрасТЭЦ  (кольцевой)

Путь следования: проспект имени газеты "Красноярский рабочий" – Московская улица– улица Мичурина – улица Щорса – улица 60 лет Октября – улица Матросова – Предмостная площадь – проспект имени газеты "Красноярский рабочий"(интервал движения в рабочие дни 7-25 мин., в выходные дни 9-27 мин.)

### Закрытые маршруты
- № 1. Предмостная площадь — Автобусный переулок

Путь следования: пр. им. газеты «Красноярский рабочий» — Московская ул. — ул. Мичурина — ул. Щорса (действовал до 1998/99 года)
- № 3. КрасТЭЦ — Предмостная площадь (закрыт окончательно весной 2014 года)

Путь следования: КрасТЭЦ — пр. им. газеты «Красноярский рабочий» — Предмостная пл.
- № 3. ул. Перенсона — Технический пос.

Путь следования: ул. Перенсона — ул. Бограда — Коммунальный мост — Предмостная пл. — пр. им. газеты «Красноярский рабочий» — КрасТЭЦ — Фестивальная ул. — Технический пос. (действовал до 1994 года. После был сокращён до Предмостной пл.)
- № 3а. КрасТЭЦ — Предмостная площадь (ходил в то время, когда № 3 курсировал по маршруту: Технический пос. — Театр оперы и балета).

Путь следования: КрасТЭЦ — пр. им. газеты «Красноярский рабочий» — Предмостная пл.
- № 8. Предмостная площадь — рынок Советского района

Путь следования: ул. Матросова — ул. им. 60 лет октября — Первомайский пос. — ул. Щорса — ул. Мичурина — Октябрьский мост — (действовал в 2000—2004 гг.)
- № 8. ул. Перенсона — пос. Энергетиков

Путь следования: ул. Перенсона — ул. Бограда — Коммунальный мост — Предмостная пл. — пр. им. газеты «Красноярский рабочий» — пер. Короткий — Московская ул. — ул. Мичурина — Волжская ул. — ул. Говорова — пос. Энергетиков (действовал в 1986—1994 гг.)
- № 8. Трамвайное депо — посёлок Первомайский — Предмостная площадь

Путь следования: улица 60 лет Октября - улица Щорса - улица Мичурина – Московская улица - Коломенская улица - проспект имени газеты "Красноярский рабочий" (действовал в 2018г.)
- № 9. Автобусный переулок — Октябрьская площадь

Путь следования: ул. Щорса — ул. Мичурина — Октябрьский мост — Октябрьская пл. (действовал в 1986—1997 гг.)

### Неосуществлённый проект
В конце 1970-х годов существовал проект создания двух трамвайных колец, которые бы объединили оба берега Красноярска в единую транспортную систему.
- Первое кольцо: пр. им. газеты «Красноярский рабочий» — Октябрьский мост — жилмассив «Северный» — ул. Шахтёров — ул. Сурикова — ул. Вейнбаума — Коммунальный мост — пр. им. газеты «Красноярский рабочий».
- Второе кольцо: ул. Матросова — Предмостная пл. — Коммунальный мост — ул. Вейнбаума — ул. Лебедевой — ул. Республики — ул. Копылова — ул. Киренского — Студгородок — Трамвайный мост (возведение которого планировалось параллельно железнодорожному мосту) — Семафорная ул. — ул. Матросова.

Планировалось строительство трамвайной линии от улицы Республики до железнодорожного вокзала (по улице Профсоюзов), а также перенос трамвайной линии на проспекте им. газеты «Красноярский Рабочий» в тоннель.